# 黄興路駅
座標: 北緯31度16分52秒 東経121度31分25秒 / 北緯31.28111度 東経121.52361度
黄興路駅（こうこうろえき）は上海市楊浦区に位置する上海地下鉄8号線の駅である。

## 駅構造
- 島式ホーム1面2線の地下駅。ホームドア設置駅。

## 歴史
- 2007年12月29日 - 開業。

## 隣の駅
■上海地下鉄8号線
延吉中路駅 - 黄興路駅 - 江浦路駅